# Куцев, Геннадий Филиппович
Генна́дий Фили́ппович Ку́цев (также Шафранов-Куцев; 17 сентября 1938, Ушумун, Амурская область, СССР — 9 октября 2020, Тюмень) — советский и российский философ, социолог. Доктор философских наук (1978), профессор (1980), заслуженный деятель науки Российской Федерации, академик РАО (2015), научный руководитель Тюменского государственного университета. Главный редактор «Большой Тюменской энциклопедии» (2004—2009 годы).

## Биография
В 1950—1956 годах работал чабаном в колхозе, рабочим ремонтно-строительной бригады, резчиком слюды на слюдяной фабрике; в это же время окончил вечернюю школу рабочей молодёжи.
В 1961 году окончил агрономический факультет Иркутского сельскохозяйственного института. В 1961—1963 годах — главный агроном колхоза «Знамя Ленина» (Иркутская область).

### Комсомольская работа
В 1963—1969 годах — на комсомольской работе: секретарь обкома ВЛКСМ, ответственный организатор ЦК ВЛКСМ, первый секретарь Иркутского обкома комсомола. В 1969 году окончил аспирантуру Иркутского государственного университета и защитил диссертацию «Развитие отношений социалистического соревнования и решение основных задач коммунистического строительства в сельском хозяйстве (на материалах Восточной Сибири)» на соискание учёной степени кандидата философских наук.

### Преподавательская деятельность
С 1970 года — старший преподаватель, доцент кафедры философии, декан факультета английского языка Иркутского педагогического института иностранных языков. С 1976 года — заведующий кафедрой философии, проректор по учебной работе Красноярского университета. В 1981—1987 годах занимал должность ректора Тюменского университета.

### Работа в органах власти
С 1987 года — заместитель министра высшего и среднего специального образования РСФСР, с 1988 года — заместитель Председателя Госкомитета СССР по народному образованию; одновременно заведовал кафедрой философии и социологии Московской сельскохозяйственной академии им. Тимирязева.

### Возвращение в Тюмень
С 1992 года вновь работает в Тюменском государственном университете: ректор, президент (2007—2012), научный руководитель (с октября 2012 года). Является председателем Тюменского областного отделения Академии социальных наук, Ассоциации «Тюменский региональный научно-образовательный комплекс», председателем комиссии по развитию образования Гражданского форума Тюменской области.

### Политическая деятельность
В 1990 году был соперником В. С. Чертищева на выборах 1-го секретаря Тюменского обкома КПСС. В 1999 году выдвигался кандидатом в депутаты Государственной Думы по федеральному партийному списку от избирательного объединения «Наш дом — Россия», но в Думу не прошёл.
С декабря 2001 по март 2007 год — депутат Тюменской областной Думы третьего созыва, член постоянной комиссии по социальным вопросам. Инициатор разработки и принятия закона Тюменской области «Об экологическом образовании и просвещении населения Тюменской области» (2004), проекта закона Тюменской области «О благотворительной деятельности в Тюменской области» (2012).
Скончался 9 октября 2020 года. Похоронен в Тюмени на Червишевском кладбище.

## Научная деятельность
Область научных исследований — социально-экономические проблемы профессионального образования в условиях глобализации и современного информационного взрыва:
- педагогическая инноватика, дистанционное обучение, использование информационных технологий в профессиональном образовании;
- методологические и организационные основы интеграции учебных заведений профессионального образования различного уровня, сетевые принципы их взаимодействия;
- методологические подходы к прогнозированию систем профессионального образования крупных регионов в связи с развитием региональной экономики на долгосрочный период;
- теоретическое обоснование гибкой, многоступенчатой, территориально-рассредоточенной модели классического университета в условиях трансформации российского общества;
- междисциплинарный подход к проблемам рынка образовательных услуг, обеспечения финансовой стабильности, собственности и налогообложения вузов;
- экономические аспекты развития дистанционного образования, перехода вузов к новой правовой форме «автономное учреждение»;
- анализ истории благотворительности в России, проблемы формирования и использования фондов целевого капитала вузов;
- разработка методики мониторинга финансового положения вузов, диверсификации их бюджетов.

Руководит научными коллективами по разработке программ развития образования Ямало-Ненецкого и Ханты-Мансийского автономных округов, Тюменской области: «Кадры-2000», «Кадры-2010», «Концепция развития профессионального образования Тюменской области до 2020 года».
Подготовил 42 кандидата и 10 докторов наук. Автор более 200 печатных работ.

## Семья
Был женат, имел сына и дочь.

## Награды и признание
- орден «За заслуги перед Отечеством» III степени (2019)[9]
- орден «За заслуги перед Отечеством» IV степени (2001)
- орден Почёта (2009)
- медаль «За освоение недр и развитие нефтегазового комплекса Западной Сибири»
- медаль К. Д. Ушинского
- орден М. В. Ломоносова Национального комитета общественных наград (2006)
- серебряная медаль Питирима Сорокина (2008)
- Заслуженный деятель науки Российской Федерации (1997)
- почётный гражданин города Тюмени (1999)
- почётный доктор общественных наук Вулверхемптонского университета (Великобритания, 1996)
- заслуженный деятель науки Ханты-Мансийского автономного округа (2003)
- почётный работник науки и образования Тюменской области (2005)
- почётный профессор Сургутского государственного университета (2008)
- почётный доктор Даугавпилского университета (Латвия, 2011).

### Список произведений
- Большая Тюменская энциклопедия / [редкол. гл. ред. Г. Ф. Шафранов-Куцев, Е. Б. Заболотный]. — Тюмень: Сократ, 2004. — ISBN 5-88664-156-4.
  - . — Т. 1 : А-З. — 511 с. — ISBN 5-88664-157-5.
  - . — Т. 2 : И-П. — 495 с. — ISBN 5-88664-171-8.
  - . — Т. 3 : Р-Я. — 495 с. — ISBN 5-88664-177-7.
  - . — Т. 4 : А-Я. — 479 с. — ISBN 978-5-88664-349-7.
- Куцев Г. Ф. Закономерности формирования и социального развития новых городов в районах освоения СССР : Автореф. дис. … д-ра филос. наук. — Новосибирск, 1978. — 44 с.
- Куцев Г. Ф. Молодежь и молодые города. — М.: Мол. гвардия, 1977. — 190 с. — 60 000 экз.
- Куцев Г. Ф. Новые города : Социол. очерк на материалах Сибири. — М.: Мысль, 1982. — 269 с. — (Социология и жизнь). — 15 000 экз.
- Куцев Г. Ф. Человек в северном городе. — Свердловск: Сред.-Урал. кн. изд-во, 1987. — 222 с. — 5000 экз.
- Куцев Г. Ф. Человек на Севере. — М.: Политиздат, 1989. — 217 с. — 20 000 экз. — ISBN 5-250-00356-7.
- Турченко В. Н., Шафранов-Куцев Г. Ф. Россия: от экстремальности к устойчивости : (Методология устойчивого развития). — Тюмень: Изд-во Тюм. гос. ун-та, 2000. — 204 с. — 1000 экз. — ISBN 5-88081-206-5.
- Шафранов-Куцев Г. Ф. Модернизация российского профессионального образования: проблемы и перспективы : монография. — Тюмень: Изд-во Тюменского гос. ун-та, 2011. — 295 с. — 500 экз. — ISBN 978-5-400-00579-4.
- Шафранов-Куцев Г. Ф. Социология : Курс лекций. — Тюмень: Изд-во Тюмен. гос. ун-та, 2001. — 280 с. — 2000 экз. — ISBN 5-88081-207-3.
  - Социология : курс лекций : учебное пособие для студентов высших учебных заведений. — Тюмень: Изд-во Тюмен. гос. ун-та, 2004. — 331 с. — 3000 экз. — ISBN 5-88081-411-4.
  - Социология : курс лекций с мультимедиа сопровождением : учебное пособие для студентов высших учебных заведений. — 3-е изд., перераб. и доп. — М.: Логос, 2008. — 367 + [1] электрон. опт. диск (CD-rom) с. — (Новая университетская библиотека). — 3000 экз. — ISBN 978-5-98704-254-2.
  - Социология : курс лекций : учебное пособие для студентов высших учебных заведений. — 3-е изд., перераб. и доп. — М.: Логос, 2011. — 367 с. — (Новая университетская библиотека). — 1000 экз. — ISBN 978-5-98704-600-5.
- Шафранов-Куцев Г. Ф. Университет в региональном сообществе. — М.: Высш. шк., 2003. — 223 с. — 1000 экз. — ISBN 5-06-004720-2.
- Шафранов-Куцев Г. Ф. Я сам торил свою тропу : книга воспоминаний. — [2-е изд., доп.]. — М.: Детство, отрочество, юность, 2008. — 367 с. — 2000 экз. — ISBN 978-5-9639-0080-2.
- Шафранов-Куцев Г. Ф., Бочаров В. М. Социальные болезни переходного периода. — Тюмень: Тюмен. юрид. ин-т, 1999. — 12 с. — 200 экз. — ISBN 5-93160-007-8.
- Югория : энциклопедия Ханты-Мансийского автономного округа : в 4 т / [редкол.: гл. ред. Г. Ф. Шафранов-Куцев]. — Ханты-Мансийск: НИИ региональных энциклопедий ТюмГУ; Сократ, 2000. — ISBN 5-88664-083-5.
  - . — Т. 1 : А-И. — 399 с. — ISBN 5-88664-084-3.
  - . — Т. 2 : К-П. — 431 с. — ISBN 5-88664-085-1.
  - . — Т. 3 : Р-Я. — 381 с. — ISBN 5-88664-086-X.
  - . — 2005. — Т. 4 : А-Я. — 391 с. — ISBN 5-88664-222-6.
- Ямал : энциклопедия Ямало-Ненецкого автономного округа : в 3 т / [гл. ред.: Г. Ф. Куцев]. — Салехард ; Тюмень: Изд-во Тюменского гос. ун-та, 2004. — 5000 экз.
  - . — Т. 1 : А-Й. — 367 с. — ISBN 5-88081-364-9.
  - . — Т. 2 : К-П. — 360 с. — ISBN 5-88081-364-9.
  - . — Т. 3 : Р-Я. — 352 с. — ISBN 5-88081-364-9.
  - . — 2006. — Т. 4 : А-Я. — 384 с. — ISBN 5-88081-554-4.